# David Pritchard (Autor)
David Brine Pritchard (* 19. Oktober 1919; † 12. Dezember 2005 in London) war ein britischer Schachspieler, Schachautor und Berater für Indoor Games. Seine Bücher, die weltweit tausendfach verkauft wurden, handeln meist von Schach, aber auch von anderen Brett- und Gedankenspielen. Sein bekanntestes Buch ist „Die Enzyklopädie der Schachvarianten“, welches über 1400 verschiedene Schachvarianten enthält. Er war Direktor der Mind Sports Organisation und Präsident der British Chess Variants Society.

## Biographie
Während des Zweiten Weltkriegs und danach war Pritchard Pilot der Royal Air Force. 1954 und 1955 gewann er die Schachmeisterschaften in Singapur und Malaysia. Während seiner Schachkarriere feierte er unter anderem Siege gegen die britischen Schachlegenden Jonathan Penrose und Tony Miles. In England gewann er viele regionale Turniere. 1952 heiratete er die britische Schachmeisterin Elaine Saunders und bekam mit ihr eine Tochter. Zum Zeitpunkt seines Todes hatte er fünf Enkel.

## Werke
- The Right Way to Play Chess (orig pub. 1950; 2000)
- Play Chess (1960)
- Begin Chess (1970)
- Go: A Guide to the Game (1973)
- Puzzles and Teasers for Everyone (Ed., 1974)
- Modern Board Games (Ed., 1975)
- Oriental Board Games (booklet, 1977)
- Popular Indoor Games (1977)
- Puzzles and Teasers for the Easy Chair (orig pub. 1977; 1988)
- Brain Games: The World's Best Games for Two (1982)
- Five-Minute Games (1984)
- Puzzles for Geniuses (1984)
- Puzzles for Geniuses: Vol II (mit Darryl Francis Pritchard, 1984)
- First Moves: How to Start a Chess Game (1986)
- Beginning Chess (1992)
- The Encyclopedia of Chess Variants (1994)
- The Family Book of Games (1994), deutsch: Das große Familienbuch der Spiele, hrsg. und übersetzt von Tom Werneck, München: Mosaik-Verlag 1983
- Card Games (booklet, 1995)
- Patience Games (mit David Parlett, 1996)
- Popular Chess Variants (2000)
- Honeycomb Chess (mit Douglas Graham Reid, 2002)
- The New Mahjong: The International Game (2004)
- A Family Book of Games (2007)
- Teach Yourself Mahjong (2007)